# Berkenzilvervlekmot
De berkenzilvervlekmot (Heliozela hammoniella) is een vlinder uit de familie zilvervlekmotten (Heliozelidae). De wetenschappelijke naam is voor het eerst geldig gepubliceerd in 1885 door Sorhagen.
De soort komt voor in Europa.